# Fogasfürjfélék

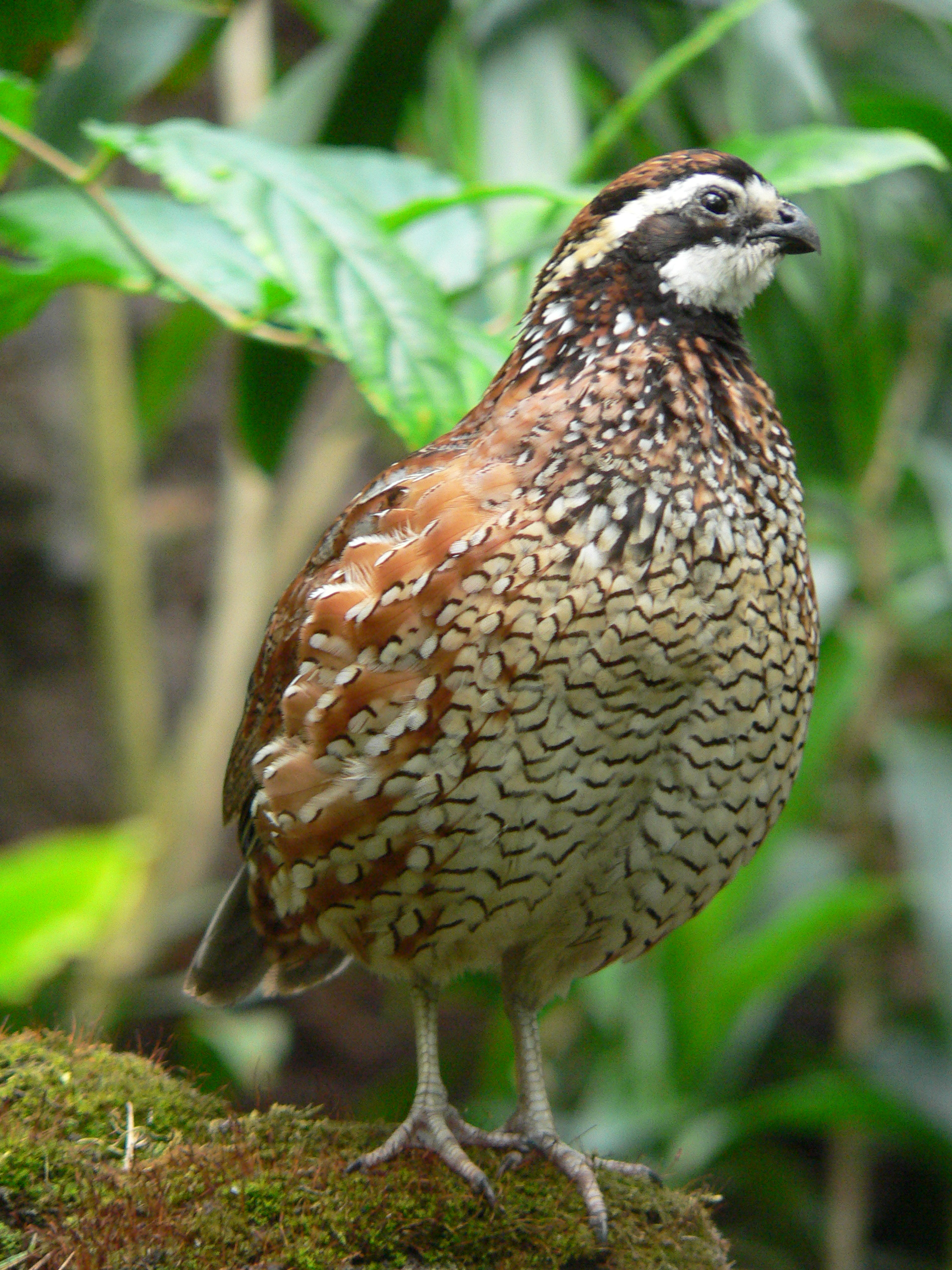
Virginiai fogasfürj (Colinus virginianus)

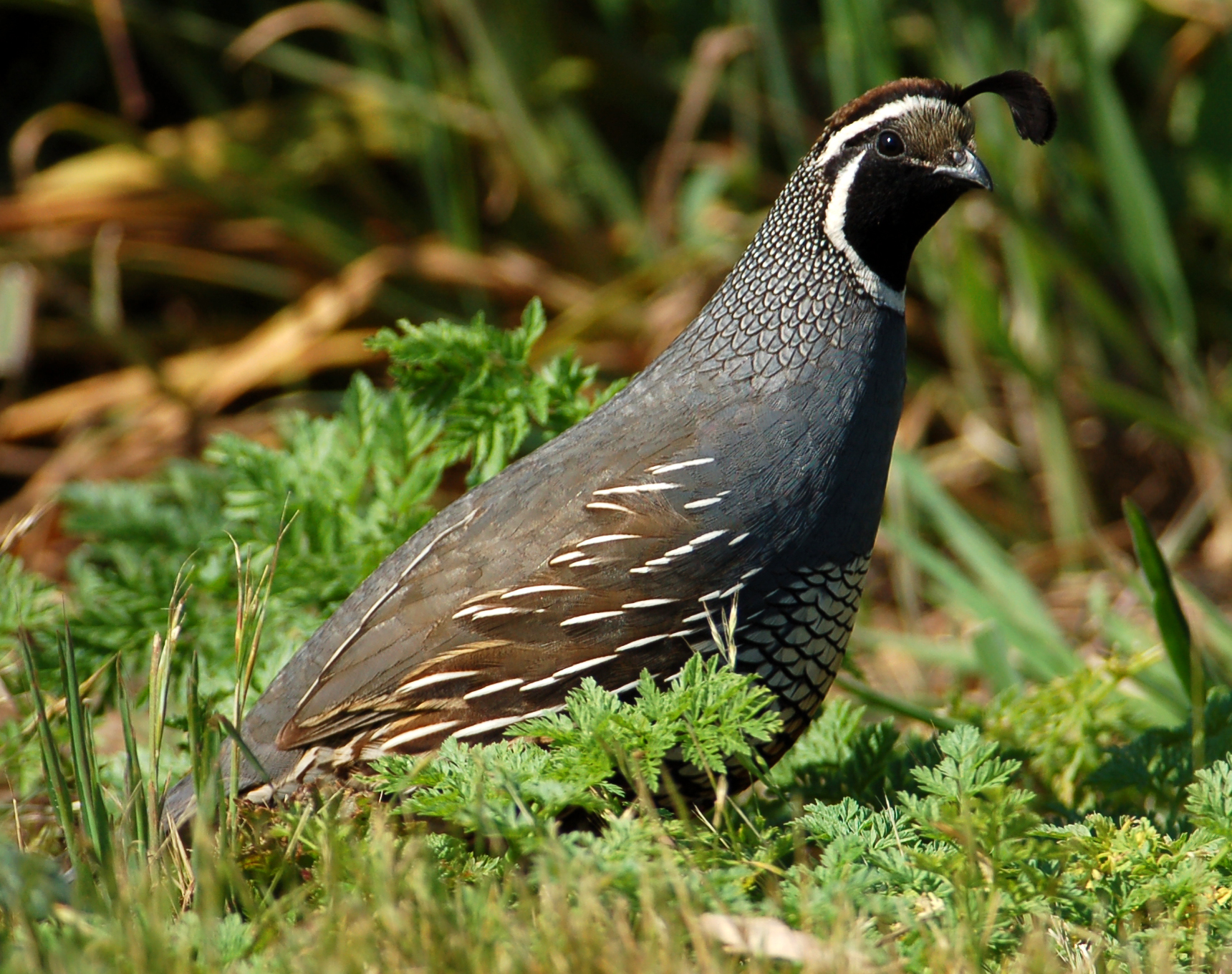
Kaliforniai copfosfürj (Callipepla californica)

A fogasfürjfélék (Odontophoridae) a madarak osztályának tyúkalakúak (Galliformes) rendjébe tartozó család. 10 nem és 34 faj tartozik a családba.
Csőrük rövid, az alsó káva hegye előtt 2–3 fogszerű kivágásuk van.

## Rendszerezés
A család az alábbi nemeket foglalja magában.
- Ptilopachus  (Swainson, 1837) – 2 faj
  - kövi fogoly (Ptilopachus petrosus)
  - Ptilopachus nahani

- Philortyx (Gould, 1846) – 1 faj
  - sávos fogasfürj (Philortyx fasciatus)

- Oreortyx (Baird, 1858) – 1 faj
  - hegyi bóbitásfürj (Oreortyx pictus)

- Callipepla (Wagler, 1832) – 4 faj
  - pikkelyes fogasfürj (Callipepla squamata)
  - Douglas-fogasfürj (Callipepla douglasii)
  - bóbitás fürj (Callipepla californica)
  - Gambel-fogasfürj (Callipepla gambelii)

- Colinus (Goldfuss, 1820) – 4 faj
  - virginiai fogasfürj (Colinus virginianus)
  - feketetorkú fogasfürj (Colinus nigrogularis)
  - Colinus leucopogon
  - Colinus cristatus

- Dendrortyx (Gould, 1844) – 3 faj
  - szakállas fogasfürj (Dendrortyx barbatus)
  - hosszúfarkú fogasfürj (Dendrortyx macroura)
  - fehérhomlokú fogasfürj (Dendrortyx leucophrys)

- Rhynchortyx (Ogilvie-Grant, 1893) – 1 faj
  - homokszínű fogasfürj (Rhynchortyx cinctus)

- Dactylortyx (Ogilvie-Grant, 1893) – 1 faj
  - éneklő fogasfürj (Dactylortyx thoracicus)

- Cyrtonyx (Gould, 1844) – 2 faj
  - pettyes fogasfürj (Cyrtonyx montezumae)
  - pávaszemes fogasfürj (Cyrtonyx ocellatus)

- Odontophorus (Vieillot, 1816) – 15 faj
  - Odontophorus gujanensis
  - foltosszárnyú fogasfürj (Odontophorus capueira)
  - Odontophorus melanotis
  - feketehomlokú fogasfürj (Odontophorus atrifrons)
  - Odontophorus erythrops
  - Odontophorus hyperythrus
  - Odontophorus melanonotus
  - Odontophorus speciosus
  - Odontophorus dialeucos
  - örvös fogasfürj (Odontophorus strophium)
  - Odontophorus columbianus
  - Odontophorus leucolaemus
  - csíkosarcú fogasfürj (Odontophorus balliviani)
  - Odontophorus stellatus
  - Odontophorus guttatus